# Dance Club Massacre
Dance Club Massacre – amerykańska grupa muzyczna z Chicago powstała w roku 2005, grająca połączenie deathcore'u z mathcorem.

## Członkowie

### Aktualny skład
- Nick Seger - wokal
- Mitch Hein - gitara elektryczna
- Chris „C-Money” Mrozek - gitara basowa
- Jon Caruso - perkusja
- Matt Hynek - keyboard

## Dyskografia
- Dance Club Massacre Demo (2005)
- Feast of the Blood Monsters (2006)
- Feast of the Blood Monsters (Remastered) (2007, Black Market Activities/Metal Blade)